# Ding (vasija)

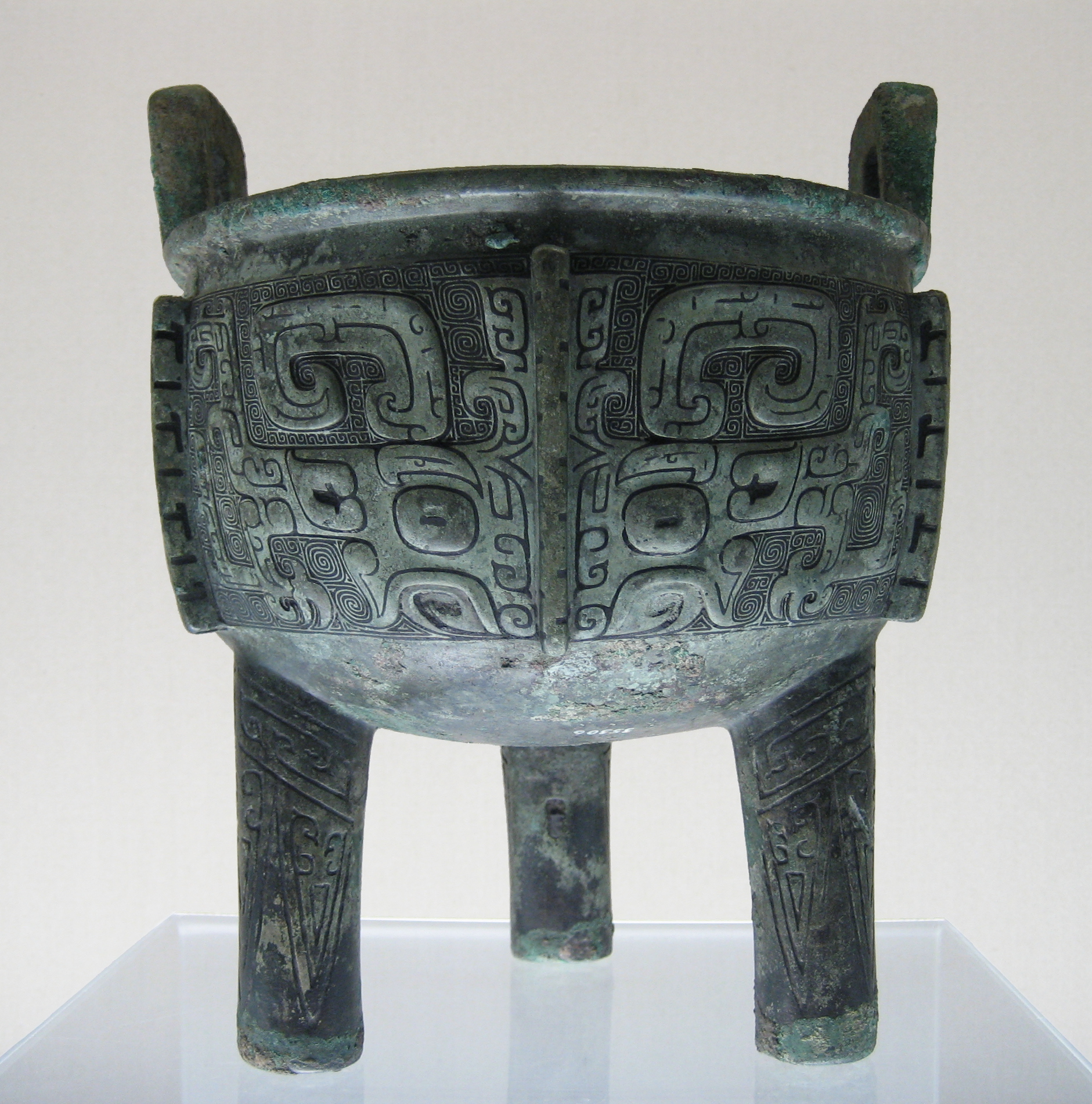
Ding de finales de la dinastía Shang, Museo de Shanghái.

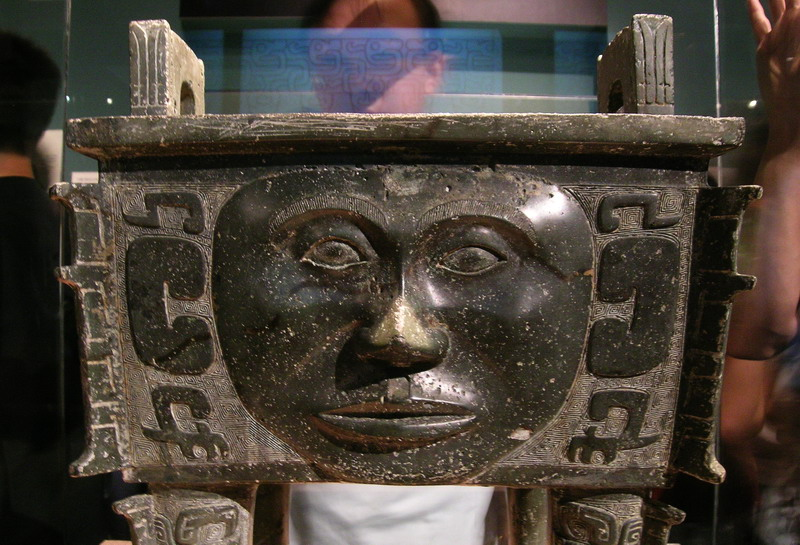
Ding cuadrado: el rostro humano es una decoración muy inusual.

Los dings (鼎) son calderos elaborados en la prehistoria y en la Antigua China, con patas, una tapa y dos asas enfrentadas. Son una de las formas más importantes utilizadas en los bronces rituales chinos. Se hacían en dos formas: vasijas redondas con tres patas y rectangulares con cuatro, esta última a menudo llamada fangding. Fueron utilizados para cocinar, almacenar y ofrecer rituales durante las ceremonias a los dioses y los antepasados. Los primeros ejemplos recuperados son los ding cerámicos anteriores a la dinastía Shang en el sitio de Erlitou, pero son más conocidos desde la Edad del Bronce, particularmente después de que los Zhou restaron importancia al uso ritual del vino practicado por los reyes Shang. Bajo la dinastía Zhou, el ding y el privilegio de realizar los rituales asociados se convirtieron en símbolos de autoridad. El número de dings permitidos variaba según el rango personal en la nobleza china: los Nueve Ding de los reyes Zhou eran un símbolo de su dominio sobre toda China, pero fueron perdidos por el primer emperador, Shi Huangdi, a finales del siglo III a. C. Posteriormente, la autoridad imperial estuvo representada por el Sello de la Herencia del Reino, tallado en el sagrado Heshibi; este se perdió en algún momento durante las Cinco Dinastías después del colapso de los Tang.

## Función y uso

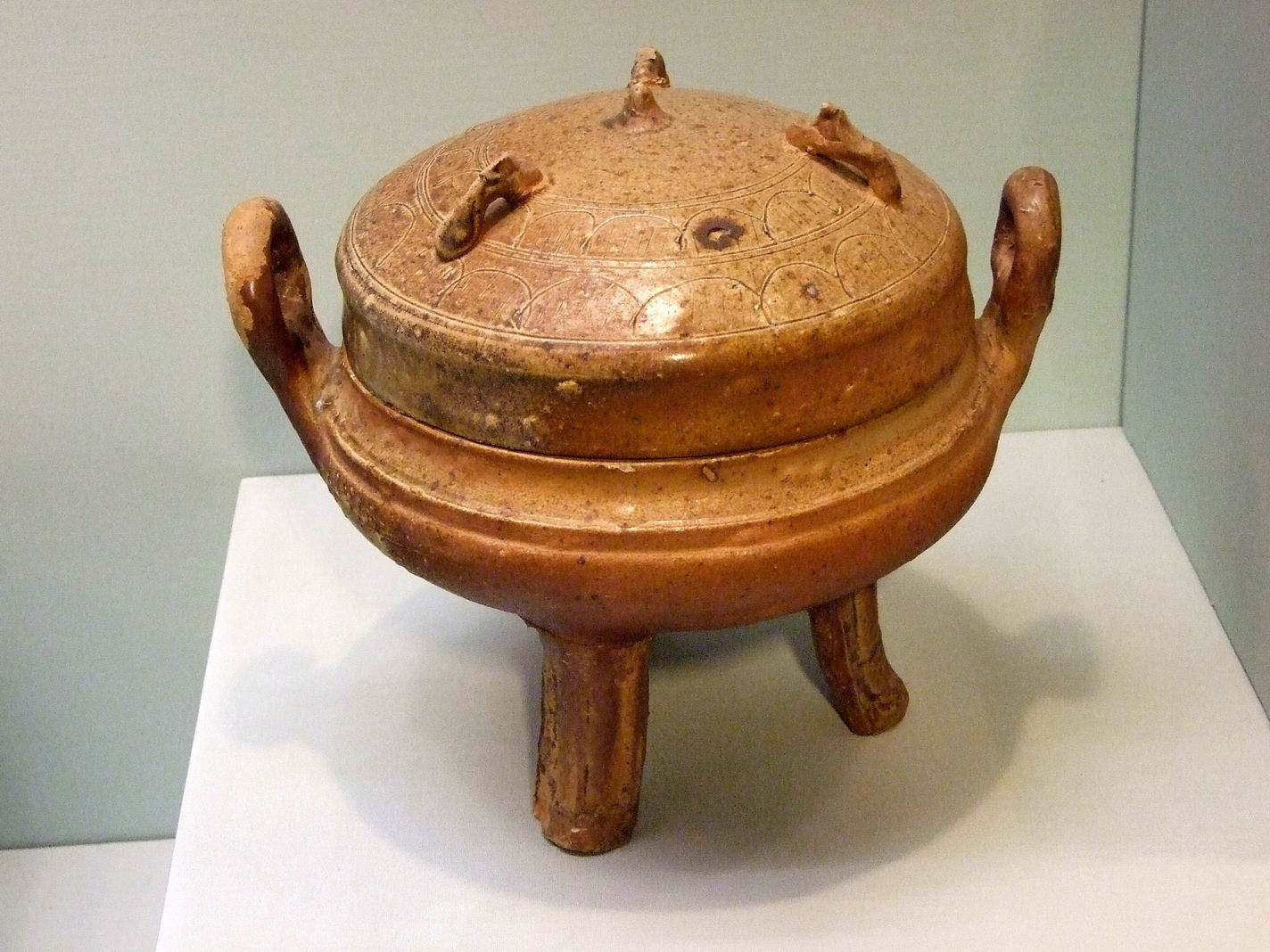
Ding trípode de cerámica, dinastía Han.

A principios de la Edad del Bronce en China, el uso de recipientes para vino y para comida tenía un propósito religioso. Si bien los dings eran los recipientes de comida más importantes, los recipientes de vino eran los bronces rituales más prominentes de esta época, debido a las creencias de raíz chamanista y la adoración de espíritus. Se utilizaban los dings para realizar sacrificios rituales, tanto humanos como animales, para los antepasados. Varían en tamaño, pero en general eran bastante grandes, lo que indica que probablemente se sacrificaron animales enteros. Los sacrificios estaban destinados a apaciguar a los antepasados debido a la creencia ancestral de que los espíritus tenían la capacidad de afectar el mundo de los vivos.
Durante la dinastía Zhou temprana, la sociedad experimentó un cambio político y cultural. El rey Wu de Zhou creía que los Shang eran borrachos, y que su consumo excesivo de vino llevó a su rey a perder el Mandato del Cielo, lo que condujo a la caída de la dinastía Shang. Debido a esta creencia, los recipientes de comida (y los dings en particular) reemplazaron a los vasos de vino en importancia. Los vasos de bronce se sometieron a lo que se ha llamado la "Revolución Ritual". Esta teoría sugiere que debido a un cambio en la decoración, así como en los tipos y variaciones de vasijas que se encuentran en las tumbas, su función pasó de ser exclusivamente religiosa a una más secular. En lugar de sacrificar comida para apaciguar a los antepasados, los Zhou usaban dings para mostrar el estado del difunto tanto a los vivos como a los espíritus. Así, el ding simbolizaba estatus. Por ejemplo, los emperadores eran enterrados con nueve dings, los señores feudales con siete, los ministros con cinco y los eruditos y burócratas con tres o uno. Los recipientes sirvieron como símbolos de autoridad para la élite hasta bien entrado el período de los Reinos Combatientes.

## Forma y fabricación

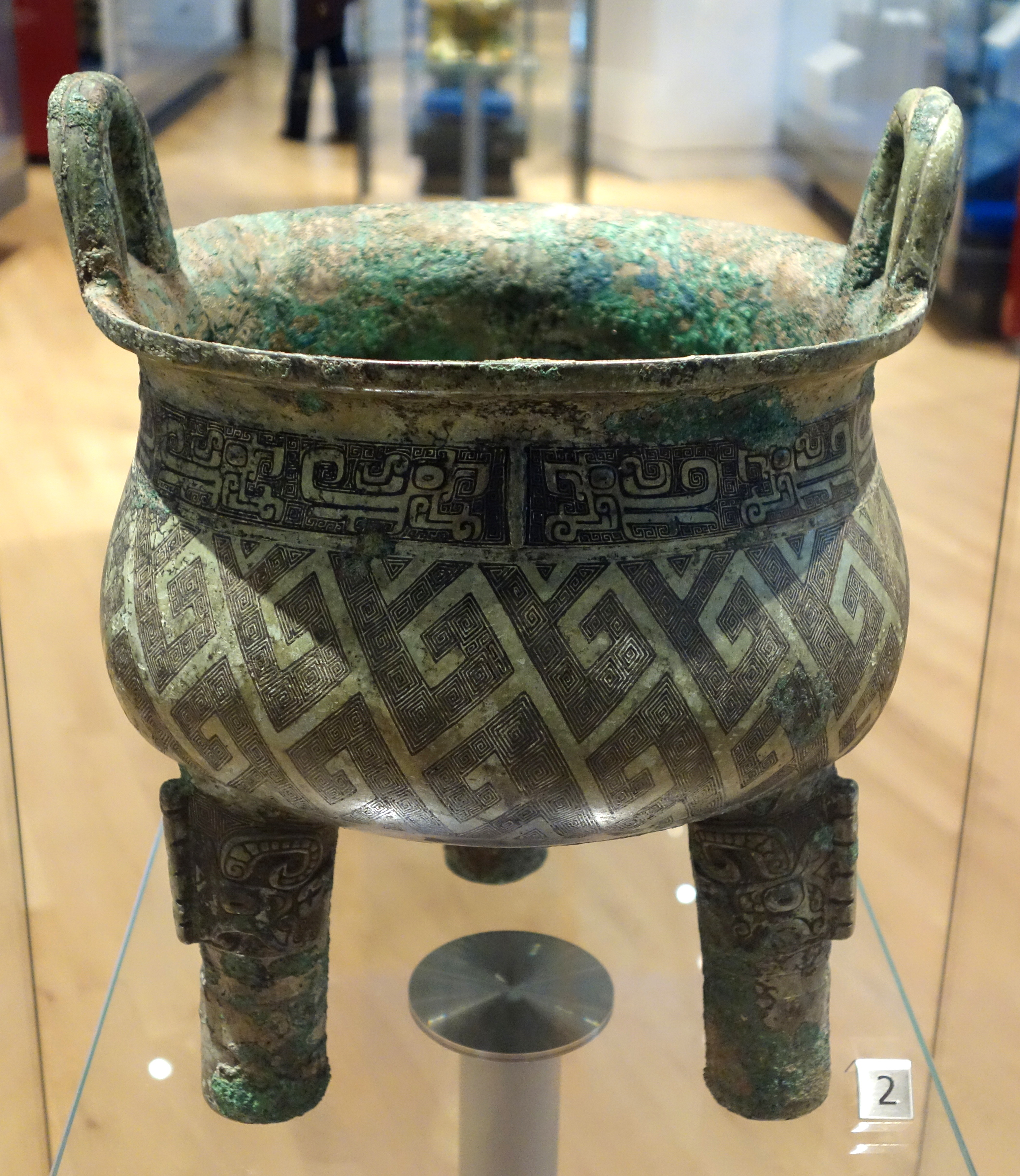
Dinastía Shang, 1300-1046 a. C.

Al igual que otras formas rituales de bronce, el ding era originalmente un recipiente de cerámica común para cocinar, servir y almacenar, que se remonta al Neolítico chino, y los dings de cerámica continuaron utilizándose durante y después del período en que se hicieron las versiones ceremoniales de bronce. Desde la época de la dinastía Shang en el segundo milenio A.&NBSP;C. Los dings también se fundieron en bronce como "bronces rituales" de alto estatus, que solían enterrarse en la tumba de sus dueños para usarlos en la otra vida. Las inscripciones que se encuentran en dings y zhongs se utilizan para estudiar la escritura en bronce.

### Teorías sobre la fabricación

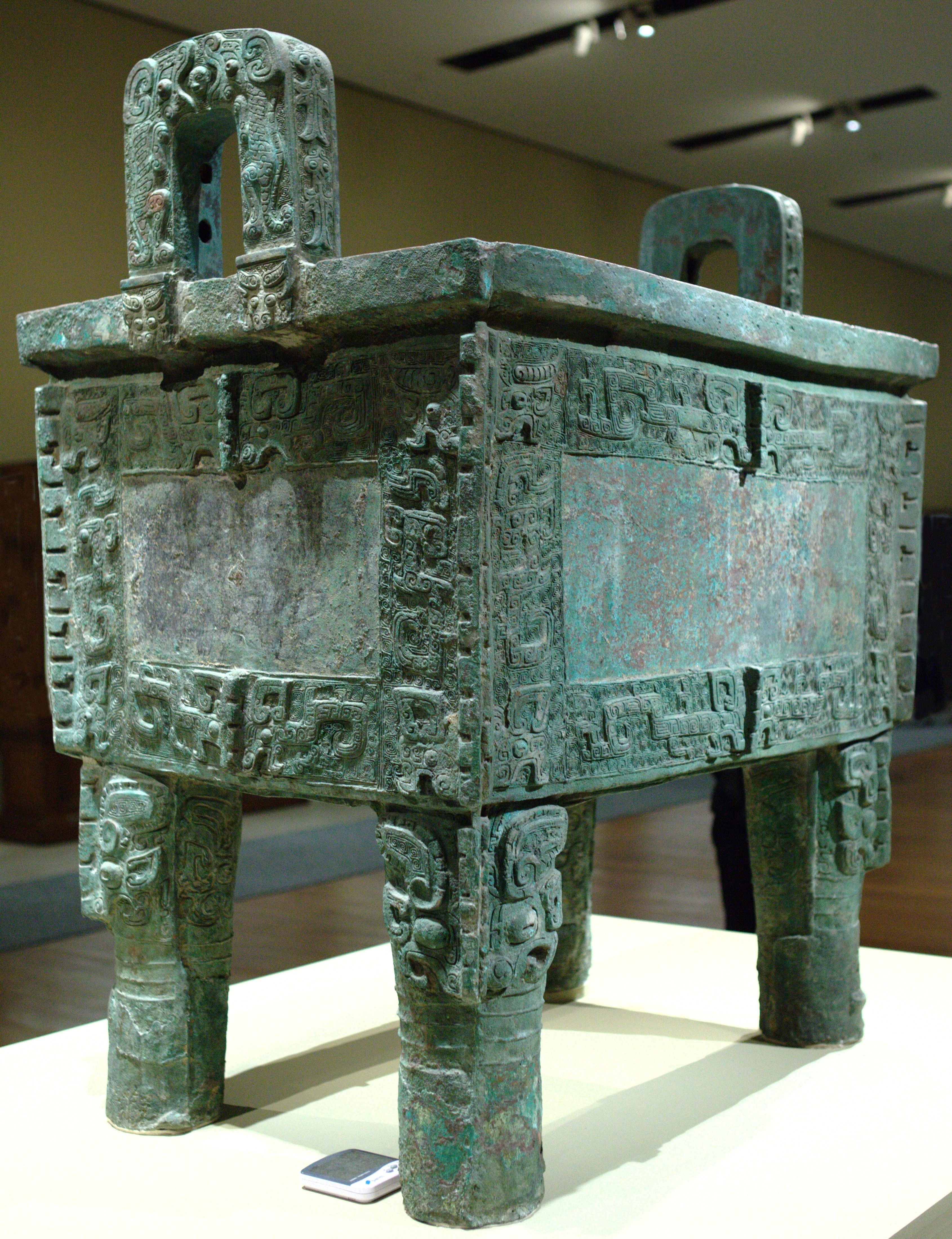
El Houmuwu ding es la pieza de bronce más grande encontrada en el mundo antiguo hasta ahora. Se hizo a finales de la dinastía Shang en Anyang.

El proceso de fundición de vasijas de bronce más común en las vasijas chinas antiguas es el proceso de moldeado de piezas. En este proceso, un modelo de la vasija terminada con sus decorados, se hace de arcilla y se deja endurecer, luego se hace un negativo agregando una capa de arcilla húmeda al modelo terminado, y se deja endurecer hasta el punto donde todavía se puede cortar. Luego, el modelo se rasuraría para formar el núcleo, que eventualmente se convertiría en el interior vacío del recipiente terminado. En el paso final, la capa negativa se reemplazó alrededor del núcleo, estos se mantuvieron separados por pequeñas piezas de bronce y cobre llamadas coronillas hasta que el bronce fundido se pudiera verter en la abertura y llenar el espacio vacío entre las dos capas. Cuando el bronce se enfriase, la arcilla se desprendía de la vasija y el proceso estaba completo.
Se propuso una nueva variación del proceso de moldeo de piezas como una forma de explicar las caras asimétricas de los recipientes que, por regla general, deberían ser simétricas. Se propuso que la decoración no se hiciera en un modelo y luego se transfiriera a la capa exterior del molde, sino que se tallase y construyese en la capa exterior, como primer paso. La decoración se añadió de diversas formas. La primera fue simplemente tallar y hacer incisiones de líneas en la capa del molde de arcilla. La segunda era estampar o presionar una imagen, inscripción o diseño en la arcilla húmeda. La tercera fue una técnica llamada revestimiento de tubos. En esta técnica, se colocaba arcilla líquida blanda en una bolsa de cuero y se colocaba en una superficie a través de una especie de tubo muy fino hecho de metal o hueso.

## Decoración

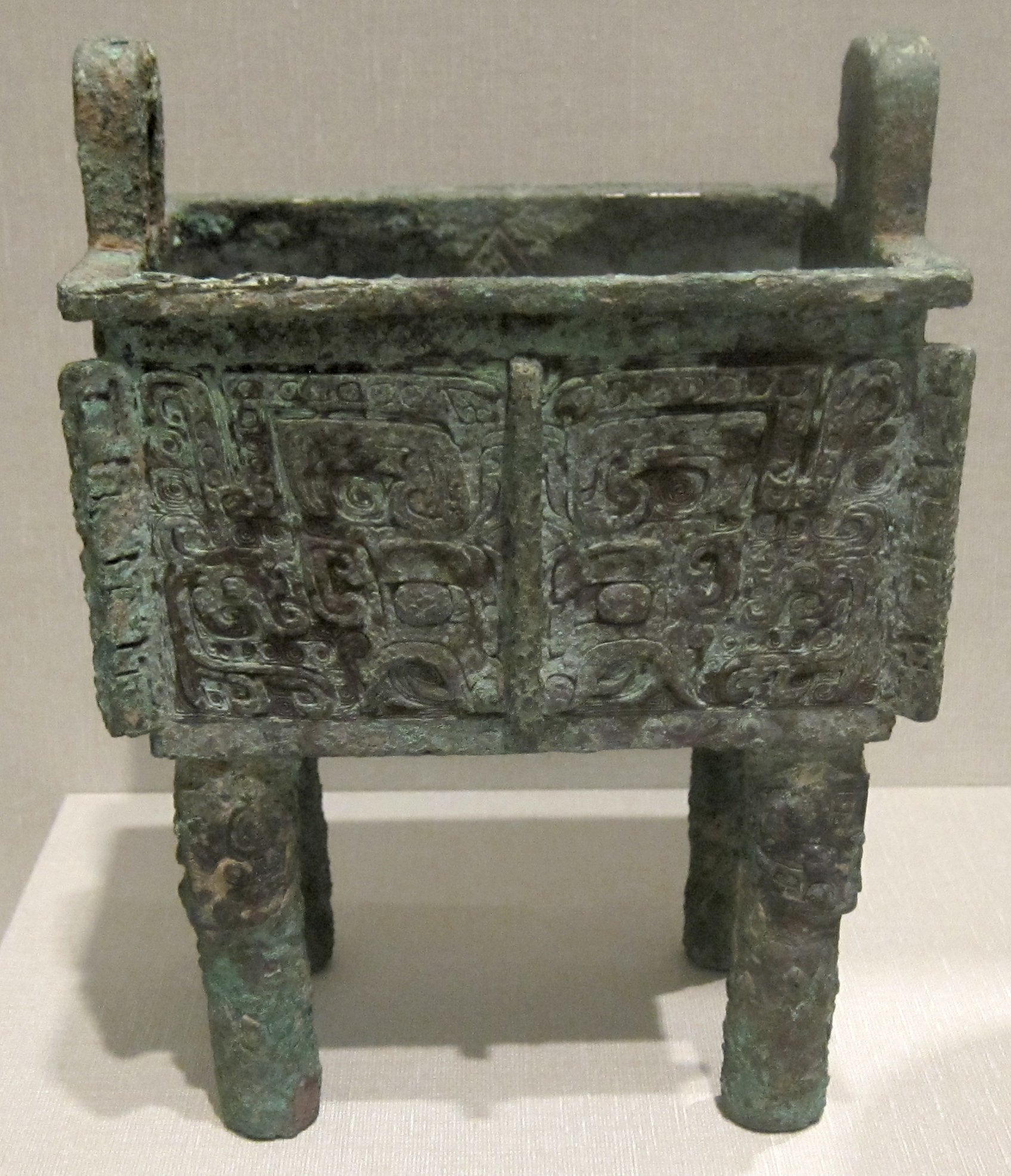
Shang colgando con taotie.

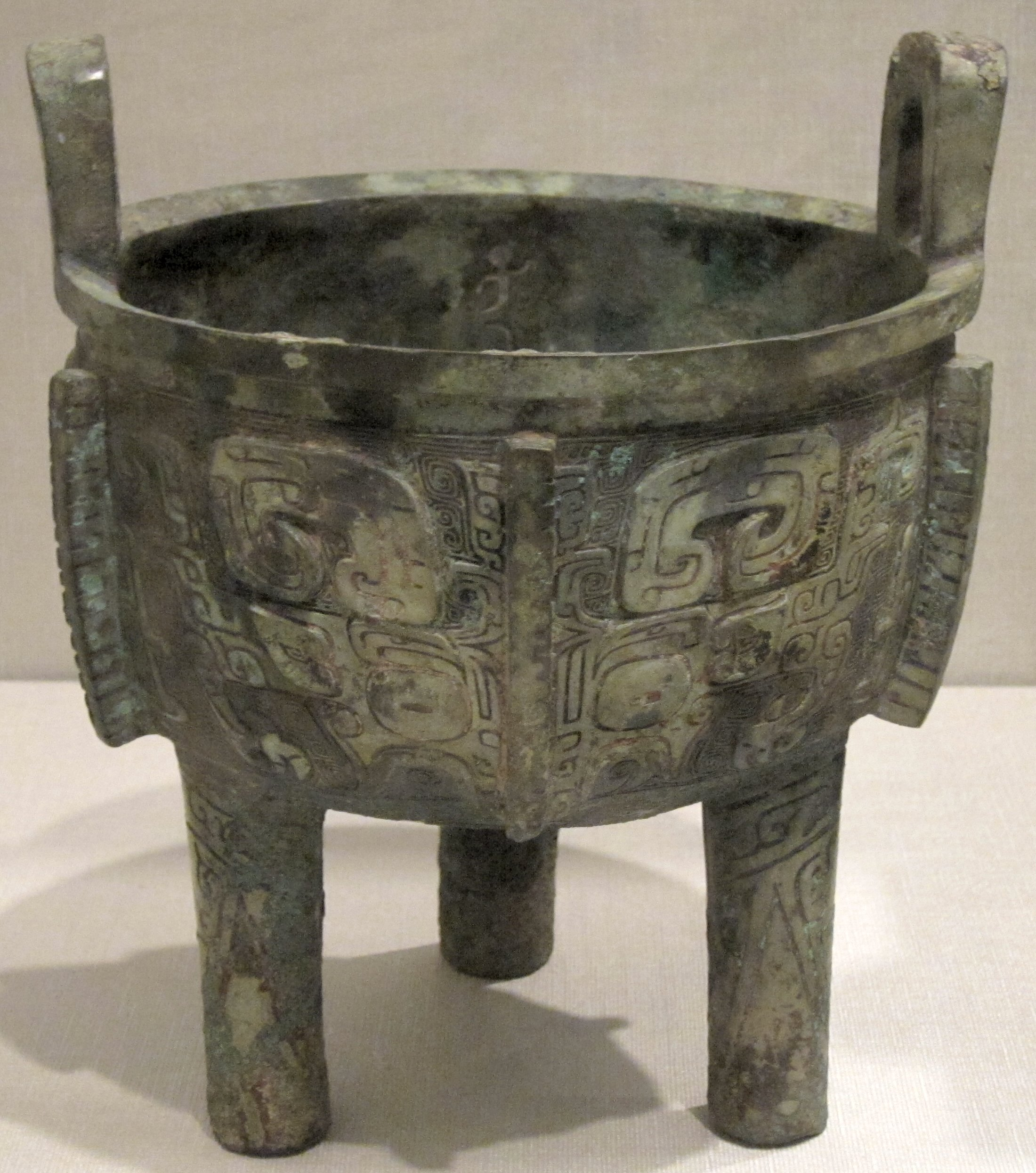
Shang ding, con taotie.

Varios temas comunes en la decoración abarcan todo tipo de formas de vasijas. Podría decirse que la forma más frecuente de decoración es el motivo de los dos ojos, a menudo denominado taotie. Este motivo puede variar desde algo tan simple como dos medias esferas que sobresalen en un plano sin rasgos distintivos, hasta rostros muy detallados en forma de máscara con varias características de animales como hocicos, colmillos y cuernos. En los vasos ding, estas caras de taotie aparecen con mayor frecuencia en la parte del cuerpo del cuenco o del caldero, pero también pueden aparecer en las patas de las vasijas.
La decoración también tiende a usarse para rellenar el fondo de la mayoría de las vasijas, a veces en todo el cuerpo de una vasija, pero en otros casos solo se usa una única banda de decoración. En estos fondos, se utiliza un patrón de remolino o trueno, un diseño en espiral en bajorrelieve, para llenar el espacio y crear una textura en la superficie de la vasija.
En siglos posteriores, figuras de animales tridimensionales completamente formadas, como vacas, cabras, pájaros, dragones y leones, se incluyeron ocasionalmente en vasijas de bronce. Algunos de estos animales eran puramente decorativos, mientras que otros también tenían un propósito funcional. En un ejemplo, la tapa de un Li Ding tiene tres leones acostados en posiciones relajadas, sosteniendo anillos en la boca; estos anillos podrían haberse usado para levantar la tapa del recipiente cuando estaba caliente.
Otro tipo de decoración, utilizado en la mayoría de los tipos de vasijas, es la inscripción. Las inscripciones se pueden utilizar para identificar al propietario, la función, pueden ser poemas o incluso contar historias. En un ejemplo, el Shi Wang Ding, la inscripción se usa para contar la historia de por qué se creó el ding, así como para pedir un deseo por el linaje de la familia que lo poseía.

## Desarrollo histórico
Como uno de los muchos tipos de vasijas de bronce, el ding tiene su origen en vasijas de cerámica estándar con forma de trípode. Una vasija de bronce de Panlongcheng, Huangpi, Hubei, por ejemplo, hereda su forma de la cerámica neolítica. Quizás los dings antiguos más famosos fueron los legendarios Nueve Calderos Trípodes. Se dice que este conjunto de vasijas de bronce fue fundido por el rey Yu de la dinastía Xia cuando dividió su territorio en Jiuzhou o Nueve Provincias. Más tarde, la posesión de los nueve calderos se consideró un signo de autoridad legítima sobre todos. Actualmente se desconoce el paradero de los nueve dings, pero se dice que se perdieron durante la dinastía imperial Qin (221-206 A.&NBSP;C.), tras haber pasado entre varias dinastías reales y estados feudales.
Los dings se utilizaron a lo largo de las dinastías Shang y Zhou y períodos posteriores. Los recipientes redondos con trípode son emblemáticos de los períodos Shang y Zhou Occidental y Oriental. Los dings de la dinastía Zhou Occidental se apartaron de la estética Shang en términos de dar a sus patas proporciones extrañas que se enfatizaron deliberadamente mediante la adición de motivos taotie con pestañas. En términos de su importancia a lo largo de la historia, las vasijas de bronce llegaron a asumir un papel más político que ritual en las dinastías posteriores al período Shang. Las inscripciones colocadas en los dings de Zhou Occidental, por ejemplo, conmemoran eventos políticos y registran los regalos entre monarcas y súbditos. El Da Ke ding registra un premio del rey a Ke de una propiedad real, lo que se considera una prueba de la redistribución de propiedades entre antiguas y nuevas familias en la transición entre diferentes períodos de tiempo.

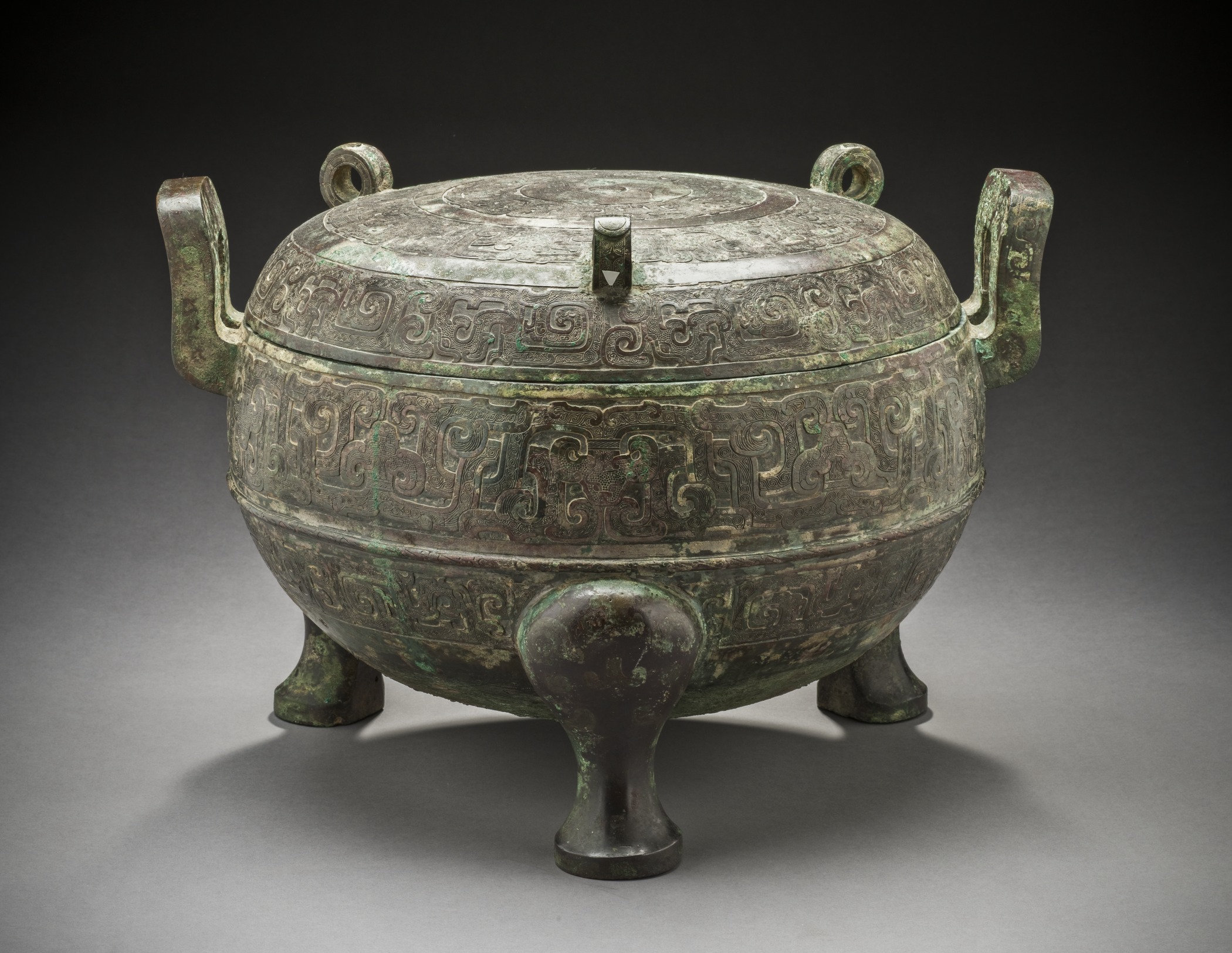
Provincia de Shanxi, antiguo estado de Jin, dinastía Zhou Oriental, finales de la primavera y el otoño o principios del período de los Reinos Combatientes, aproximadamente 500-450 a. C.

Hacia fines de la dinastía Zhou Occidental, se utilizaron conjuntos de dings y guis para indicar el rango; un señor feudal tendría derecho a nueve ding y seis gui, mientras que los funcionarios menores tenían derecho a un número menor de recipientes. Del mismo modo, los bronces hacia finales de la dinastía Zhou eran a menudo muy grandes, lo que sugiere la respectiva riqueza. Los primeros bronces de Zhou Oriental descienden directamente de los de Zhou Occidental. En épocas posteriores, en el período medio de los Reinos Combatientes, el ding de tres patas sería una de las formas cerámicas más populares imitando bronces.
En el oeste de China, en un área controlada por Qin, se produjeron pequeñas vasijas trípode poco profundas. Se han desenterrado estas vasijas junto a ejemplares de bronce, lo que revelaría que los tipos de vasijas de Zhou Occidental continuaron existiendo durante diferentes períodos de tiempo. Las tumbas de Baoji y Hu Xian, por ejemplo, contienen conjuntos de dings, entre otros, que son poco profundos y con patas cabriolas. El papel de los dings en el período Zhou continuó, ya que los cementerios Qin contenían recipientes dings que expresaban rango.
Los recipientes para alimentos como fu, gui y dui, que eran populares aun en la época de Zhou, desaparecieron durante la dinastía Han, durante la cual dings, zhongs, hus y fangs fueron los principales tipos de recipientes utilizados. En Han occidental y oriental, el ding era una de las formas derivadas del bronce más comunes en la cerámica.